# Conforto
Conforto (llamada oficialmente Santa María de Conforto) es una parroquia y una aldea española del municipio de Puente Nuevo, en la provincia de Lugo, Galicia.

## Organización territorial
La parroquia está formada por diecisiete entidades de población:

### Entidades de población
Entidades de población que forman parte de la parroquia:
- Boulloso (O Boulloso)
- Candaedos (Os Candaedos)
- Coirío
- Conforto
- Dodrín
- Figueiruá
- Hermida (A Ermida)
- Hervelle (Ervelle)
- Labrada
- Mousende
- Pacios
- Saldoiriña
- San Mamed (San Mamede)
- Soutodemogos (Souto de Mogos)
- Valindarcas
- Vilar (O Vilar)

### Despoblado
Despoblado que forma parte de la parroquia:
- Veigadapada (A Veiga da Pada)

## Demografía

### Parroquia
| Gráfica de evolución demográfica de Conforto (parroquia) entre 2000 y 2020 |
|                                                                            |
| Datos según el nomenclátor publicado por el INE.                           |

### Aldea
| Gráfica de evolución demográfica de Conforto (aldea) entre 2000 y 2020 |
|                                                                        |
| Datos según el nomenclátor publicado por el INE.                       |